# Liste der Baudenkmäler in Mering
Auf dieser Seite sind die Baudenkmäler in dem schwäbischen Markt Mering zusammengestellt. Diese Tabelle ist eine Teilliste der Liste der Baudenkmäler in Bayern. Grundlage ist die Bayerische Denkmalliste, die auf Basis des Bayerischen Denkmalschutzgesetzes vom 1. Oktober 1973 erstmals erstellt wurde und seither durch das Bayerische Landesamt für Denkmalpflege geführt wird. Die folgenden Angaben ersetzen nicht die rechtsverbindliche Auskunft der Denkmalschutzbehörde.

## Baudenkmäler nach Ortsteilen

### Mering
| Lage | Objekt                              | Beschreibung | Akten-Nr.     | Bild           |
| --- | ----------------------------------- | --- | ------------- | -------------- |
| Augsburger Straße 10 (Standort)                                                                         | Wohnhaus                            | zweigeschossiger Traufseitbau mit Satteldach und Schweifgiebeln, profilierte Gesimse und Putzgliederung, im Kern Ende 17./Anfang 18. Jahrhundert.                                                                                               | D-7-71-146-1  | BW             |
| Bouttevillestraße 21 (Standort)                                                                         | Ehemaliges Schloss                  | zweigeschossige Flügelbauten der ehem. Vierflügelanlage, mit Walmdach und polygonalen Ecktürmen mit geschwungenen Hauben im Osten, 1612 ff., Veränderungen im 19./20. Jahrhundert.                                                              | D-7-71-146-3  | weitere Bilder |
| Herzog-Wilhelm-Straße 4 (Standort)                                                                      | Ehemaliges Benefiziatenhaus         | zweigeschossiger Giebelbau mit Satteldach, im Kern Anfang 18. Jahrhundert. | D-7-71-146-4  | BW             |
| Herzog-Wilhelm-Straße 6 (Standort)                                                                      | Torbau                              | zweigeschossiger, schmaler Satteldachbau, 16./17. Jahrhundert, im Kern 14. Jahrhundert. | D-7-71-146-6  | weitere Bilder |
| Herzog-Wilhelm-Straße 8 (Standort)                                                                      | Katholische Pfarrkirche St. Michael | tonnengewölbter Saalbau mit eingezogenem Chor unter Pendentifkuppel, nördlicher Turm mit geschwungener Laternenhaube, Chor und Turmuntergeschoss gotisch, Langhaus von Johann Baptist Gunetzrhainer und Joseph Effner, 1739–43; mit Ausstattung | D-7-71-146-5  | weitere Bilder |
| Herzog-Wilhelm-Straße 10 (Standort)                                                                     | Wohnhaus                            | zweigeschossiger, traufständiger Mansarddachbau mit Zwerchgiebel, um 1800. | D-7-71-146-7  | BW             |
| Kirchplatz 1 (Standort)                                                                                 | Wohnhaus                            | zweigeschossiger, traufständiger Mansarddachbau mit Traufgesims und Putzband, erste Hälfte 18. Jahrhundert. | D-7-71-146-8  | BW             |
| Kissinger Straße 7 (Standort)                                                                           | Katholische Kapelle St. Franziskus  | Saalbau mit rundem, pilastergegliedertem Chor unter Laternenkuppel, Dachreiter mit Zwiebelhaube, 1692; mit Ausstattung; zwei offene Kapellen mit Schweifgiebeln, wohl gleichzeitig; mit Ausstattung.                                            | D-7-71-146-9  | weitere Bilder |
| Luitpoldstraße 27 (Standort)                                                                            | Katholische Kapelle St. Leonhard    | Saalbau, Dachreiter mit Zwiebelhaube, 1754; mit Ausstattung. | D-7-71-146-10 | BW             |
| Marktplatz 4 (Standort)                                                                                 | Wohnhaus                            | zweigeschossiger, giebelständiger Satteldachbau, erbaut Anfang 19. Jahrhundert, Fassadengliederung und Schweifgiebel 1902. | D-7-71-146-11 | BW             |
| Reifersbrunner Straße 2 (Standort)                                                                      | Ehemaliges Hofgut                   | später Ziegelei; Wohnhaus, zweigeschossiger Giebelbau mit Satteldach, im Kern 2. Hälfte 18. Jahrhundert; zugehöriger Stadel, Satteldachbau mit gewölbten Stalleinbauten, im Kern Ende 18. Jahrhundert, 1864 erweitert.                          | D-7-71-146-13 | BW             |
| Unterberger Straße, an der Gabelung der Hermann-Löns-Straße mit der Straße nach Unterbergen. (Standort) | Wegkapelle                          | Wegkapelle, 1842/43 | D-7-71-146-14 | BW             |

### Baierberg
| Lage                    | Objekt                                | Beschreibung                                             | Akten-Nr.     | Bild |
| ----------------------- | ------------------------------------- | -------------------------------------------------------- | ------------- | ---- |
| Baierberg 17 (Standort) | Katholische Filialkirche St. Kastulus | Saalbau mit Zwiebelturm, 1681 errichtet; mit Ausstattung | D-7-71-146-15 | BW   |
| Hag (Standort)          | Kapelle                               | Kapelle, 1863.                                           | D-7-71-146-20 | BW   |

### Meringerzell
| Lage                      | Objekt                                        | Beschreibung | Akten-Nr.     | Bild           |
| ------------------------- | --------------------------------------------- | --- | ------------- | -------------- |
| Am Kirchberg 2 (Standort) | Katholische Filialkirche St. Johannes Baptist | flachgedeckter Saalbau mit eingezogenem Chor unter Stichkappentonne, nördlicher Turm mit Spitzhelm, um 950/1050, Chor und Turmunterbau 14./15. Jahrhundert, Umgestaltung frühes 18. Jahrhundert; mit Ausstattung | D-7-71-146-16 | weitere Bilder |
| Dorfstraße 4 (Standort)   | Bauernhaus                                    | zweigeschossiger Giebelbau mit Satteldach, reiche Putz- und Gesimsgliederung, 1832, Anfang 20. Jahrhundert überformt.                                                                                            | D-7-71-146-17 | BW             |

### Reifersbrunn
| Lage                 | Objekt                        | Beschreibung                                              | Akten-Nr.     | Bild |
| -------------------- | ----------------------------- | --------------------------------------------------------- | ------------- | ---- |
| Kirchberg (Standort) | Katholische Kapelle St. Peter | Dachreiter mit geschwungener Haube, 1823; mit Ausstattung | D-7-71-146-18 | BW   |

### Sankt Afra
| Lage                          | Objekt                                     | Beschreibung                                                                         | Akten-Nr.     | Bild                                       |
| ----------------------------- | ------------------------------------------ | ------------------------------------------------------------------------------------ | ------------- | ------------------------------------------ |
| Marienplatz 13, 15 (Standort) | Katholische Filialkirche Mariä Himmelfahrt | Saalbau mit dreiseitig geschlossenem Chor, 1952–54 von Michael Kurz; mit Ausstattung | D-7-71-146-19 | Katholische Filialkirche Mariä Himmelfahrt |